# 伯靈頓鎮區 (密歇根州拉皮爾縣)
伯靈頓鎮區（英語：Burlington Township）是位於美國密歇根州拉皮爾縣的一個行政鎮區。

## 地方資料
伯靈頓鎮區的面積為92.20平方千米，當中陸地面積為92.20平方千米，而水域面積為0.00平方千米。根據2020年美國人口普查的數據，當地共有人口1414人，而人口密度為每平方千米15.34人。